# کیپ لائوس
کیپ لائوس (به انگلیسی: Lao kip) (به لائو: ເງີນກີບລາວ) با نماد  ₭ و با کد ایزوی LAK، یکای پول رایج در کشور لائوس است. هر کیپ به صد آت (به لائو: ອັດ) بخش می‌شود. مسئولیت کنترل این واحد پول بر عهدهٔ بانک لائوس قرار دارد.
واژه کیپ در زبان لائو معنی شمش می‌دهد.

## تاریخچه

### هندوچین فرانسه
پیاستر از سال ۱۸۸۵ تا ۱۹۵۲ یکای پول هندوچین فرانسه بود.

### کیپ لائوس آزاد (۱۹۴۶)
دولت لائوس آزاد در شهر وینتیان از ۱۹۴۵ تا ۱۹۴۶ به مدت یک سال اقدام به انتشار اسکناس‌های ۱۰، ۲۰، ۵۰ آت و ۱۰ کیپ کرد هرچند با روی کار آمدن فرانسوی‌ها انتشار این اسکناس‌ها متوقف و با پیاستر جایگزین شد.

### کیپ سلطنتی
کیپ دوباره در سال ۱۹۵۵ جایگزین پیاستر شد. اسکناس‌های آن در فرانسه چاپ می‌شد.

### کیپ پاتت لائو
پاتت لائو در ۱۲ اکتبر ۱۹۶۸ اسکناس‌هایش را در منطقه‌های تحت کنترل خود منتشر کرد. این اسکناس‌ها در چین چاپ می‌شدند.

### کیپ جمهوری دموکراتیک خلق لائوس
در تاریخ ۱۶ دسامبر ۱۹۷۹ یکای پول کنونی با نرخ ۱۰۰ کیپ قدیم در برابر ۱ کیپ جدید معرفی شد.

## سکه‌ها
به دلیل تورم‌های پیوسته و ضربه اقتصادی وارد شده در پی فروپاشی شوروی، سکه‌ها به ندرت در بازار دیده می‌شوند.
| نگاره | نگاره | بها    | شرح                           | شرح                             | جنس      | تاریخ انتشار |
| رو    | پشت   | بها    | رو                            | پشت                             | جنس      | تاریخ انتشار |
| ----- | ----- | ------ | ----------------------------- | ------------------------------- | -------- | ------------ |
|       |       | ۱۰ att | بها، کشاورز                   | نشان ملی لائوس (نسخه ۱۹۷۵-۱۹۹۱) | آلومینیم | ۱۹۸۰         |
|       |       | ۲۰ att | بها، با گاو زمین را شخم می‌زند | نشان ملی لائوس (نسخه ۱۹۷۵-۱۹۹۱) | آلومینیم | ۱۹۸۰         |
|       |       | ۵۰ att | بها، ماهی                     | نشان ملی لائوس (نسخه ۱۹۷۵-۱۹۹۱) | آلومینیم | ۱۹۸۰         |

## اسکناس‌ها
|  |  | ₭۱       | واحد نظامی                                      | کلاس درس                                | ۱۹۷۹ |
|  |  | ₭۵       | خرید                                            | درخت‌بری با فیل                          | ۱۹۷۹ |
|  |  | ₭۱۰      | کارخانه چوب‌بری                                  | بیمارستان                               | ۱۹۷۹ |
|  |  | ₭۲۰      | تانک و صف نظامیان                               | نساجی                                   | ۱۹۷۹ |
|  |  | ₭۵۰      | شالیکاری                                        | سد تولید برق                            | ۱۹۷۹ |
|  |  | ₭۱۰۰     | کشت                                             | پل                                      | ۱۹۷۹ |
|  |  | ₭۵۰۰     | آبیاری                                          | برداشت میوه                             | ۱۹۸۸ |
|  |  | ₭۱,۰۰۰   | سه زن لائوسی با فا دات لوانگ در پس‌زمینه         | گله گاو                                 | ۲۰۰۳ |
|  |  | ₭۲,۰۰۰   | کایسون فوم‌ویهان، وات شینگ تونگ در لوآنگ پرابانگ | سد تولید برق                            | ۱۹۹۷ |
|  |  | ₭۲,۰۰۰   | کایسون فوم‌ویهان، وات شینگ تونگ در لوآنگ پرابانگ | سد تولید برق                            | ۲۰۱۱ |
|  |  | ₭۵,۰۰۰   | کایسون فوم‌ویهان، فا دات لوانگ                   | کارخانه سیمان در وانگ وینگ              | ۲۰۰۳ |
|  |  | ₭۱۰,۰۰۰  | کایسون فوم‌ویهان، فا دات لوانگ                   | پل دوستی تایلند و لائوس                 | ۲۰۰۳ |
|  |  | ₭۲۰,۰۰۰  | کایسون فوم‌ویهان، نیایشگاه هاو فرا کاو           | نیروگاه برق                             | ۲۰۰۳ |
|  |  | ₭۵۰,۰۰۰  | کایسون فوم‌ویهان، فا دات لوانگ                   | کاخ ریاست‌جمهوری                         | ۲۰۰۴ |
|  |  | ₭۱۰۰,۰۰۰ | کایسون فوم‌ویهان، فا دات لوانگ                   | تندیس و موزه کایسون فوم‌ویهان در وینتیان | ۲۰۱۱ |
|  |  | ₭۱۰۰,۰۰۰ | کایسون فوم‌ویهان، فا دات لوانگ                   | غارهای وینگسای در استان هوافان          | ۲۰۲۰ |

### اسکناس‌های یادبود
در ۱۵ نوامبر ۲۰۱۰ اسکناسی صدهزار کیپی به مناسبت چهارصد و پنجاهمین سالگرد تاسیس پایتخت لائوس، وینتیان و همچنین سی و پنجمین سالگرد برقراری جمهوری دموکراتیک خلق در لائوس منتشر شد.
| نگاره | نگاره | بها      | شرح                                                           | شرح                  | تاریخ انتشار   |
| رو    | پشت   | بها      | رو                                                            | پشت                  | تاریخ انتشار   |
| ----- | ----- | -------- | ------------------------------------------------------------- | -------------------- | -------------- |
|       |       | ₭۱۰۰,۰۰۰ | تندیس پادشاه ستتاتیرات، فا دات لوانگ، پلومریا (گل ملی) و ناگا | نیایشگاه هاو فرا کاو | ۱۵ نوامبر ۲۰۱۰ |